# Balsac
Balsac – miejscowość i dawna gmina we Francji, w regionie Oksytania, w departamencie Aveyron. W 2013 roku liczba ludności wynosiła 629 mieszkańców. 
W dniu 1 stycznia 2017 roku z połączenia dwóch ówczesnych gmin – Balsac oraz Druelle – utworzono nową gminę Druelle-Balsac. Siedzibą gminy została miejscowość Druelle. 

## Zabytki
Zabytki w miejscowości posiadające status monument historique:
- zamek (fr. Château de Balsac)
- przeorstwo Le Sauvage (fr. Prieuré du Sauvage)